# Culture de Kroounovka
La culture de Kroounovka (en russe : Кроуновская культура
, Kroounovskaïa Koultoura) est une culture de l'âge du fer du Primorié se situe dans la plaine du Khanka (kraï de l'Oussouri). Elle tire son nom d'un village dans l'okroug urbain d'Oussouriïsk, dont le site est habité depuis le Paléolithique.
Il est généralement admis qu'elle commence vers 700 av. J.-C. pour se terminer vers 100 apr. J.-C. Elle a été identifiée dans les années 1960.

## Histoire

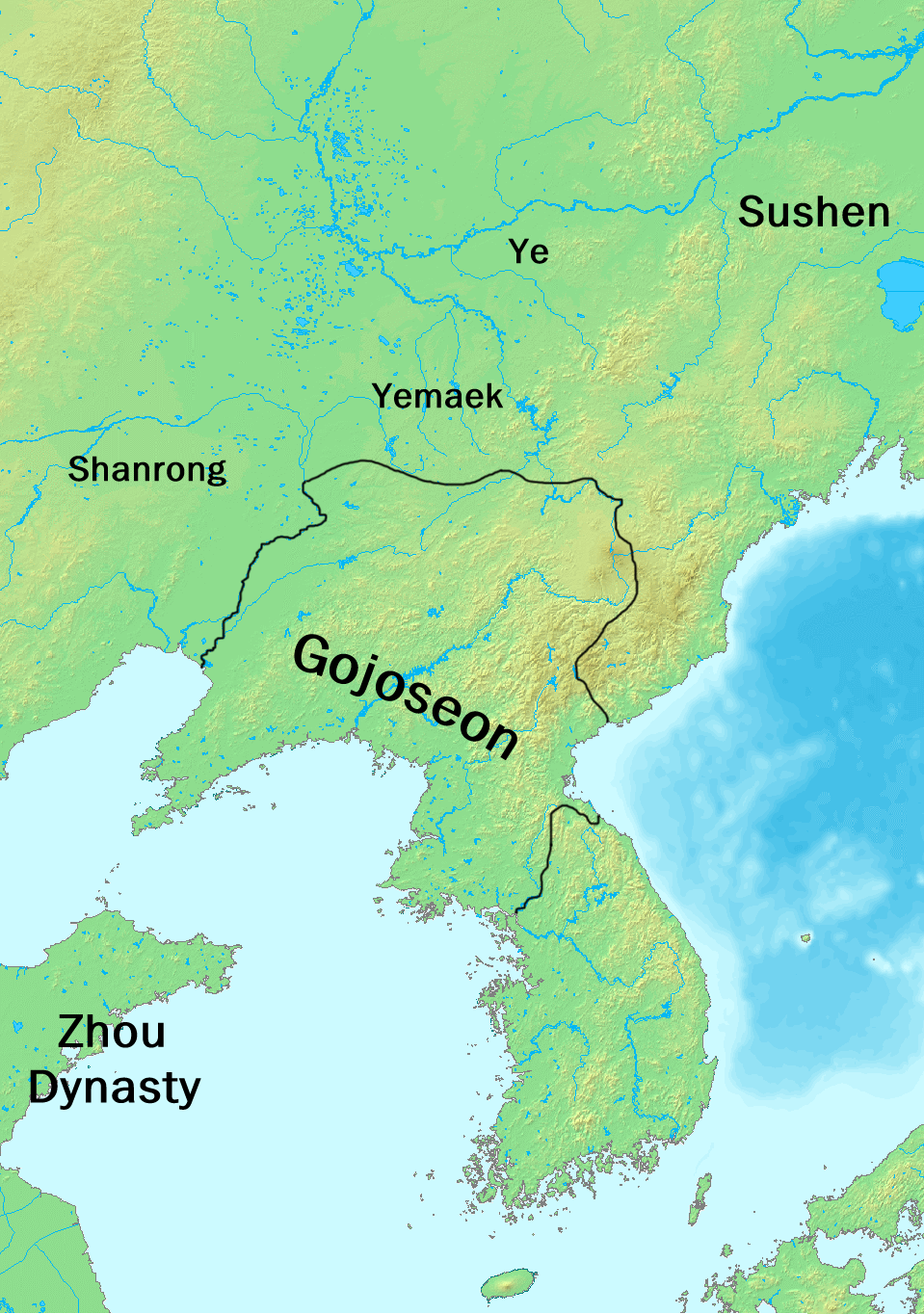
La Corée en 500 AEC, avec le sud du Primorié en haut à droite, sans état notable.

Une des deux cultures majeures de l'âge du fer du Primorié est la culture de Kroounovka, qui s'étalant au début dans les environs du lac Khanka, avant de se déplacer vers les bassins de la Suifen et de l'Artiomovka, où elle a atteint son apogée. Il y a des doutes sur les débuts de cette culture ; soit elle descendrait de la culture de Yankovski, soit elle serait née de peuples venant d'autre part que le Primorié, soit elle serait née des peuples vivant autour du Khanka, descendant des Sini Gaïs. Vers la fin, ils se seraient installés dans tout le sud-est du Primorié, et certains sites en Chine frontalière et dans le nord de la Corée seraient à eux, datant de la fin de leur culture. L'économie de cette culture était fondée sur l'agriculture (orge, mil et blé); l'élevage bovin (porc, bovin, et cheval), et dans les régions côtières par la pêche, la chasse et la cueillette. Cette culture est celle qui a le plus influencé les cultures suivantes du Primorié. Cette culture est nommée dans les chroniques chinoises sous le nom de Wuji, et Okcho chez les Coréens. On pense aujourd'hui que ces peuples étaient soit de cette culture, soit proches de ceux-ci,,.
De ces chroniques, l'on sait que les anciens étaient les dirigeants des communautés, et il n'y avait pas de chef seul ou de dynastie. Selon les chroniques coréennes, le sud du Primorié où vivait une partie de cette culture était aux mains du royaume antique Gija Joseon (Gojoseon) . Ils étaient frontaliers aux nord des Sushen, et seraient des Yilous, toujours selon les chronique chinoises. Sur la toute fin de leur période, ils étaient intégrés ou frontaliers du royaume Puyŏ (au IIIe siècle AEC) selon les zones,,.

### Arrivée d'un système sociétale

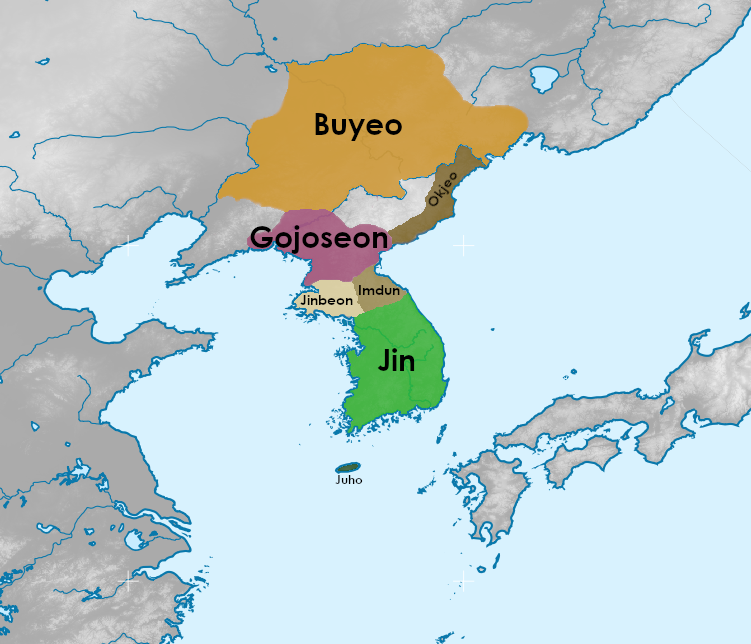
La péninsule coréenne en 200 av. J.-C.

C'est la première culture qui possède un système sociétal important, au moment où le sédentarisme devient la norme, tout comme la métallurgie. Le pouvoir apparaît, les communautés disposent de chefs, et la notion de mariage apparaît également. Ces mariages sont faits dans la famille, fondés sur la consanguinité, et plus rarement entre communautés, avec la création de liens économiques. Ces liens entre communautés forment les premières tribus.
L'agriculture, dont son rôle s'accroît considérablement, est représentée par une large variété d'outils agricoles, de graines et d'animaux domestiques, avec les porcs, les chevaux et les vaches. La pêche, chasse et cueillette reste, avec toujours une importance considérable, en témoignent les nombreux outils de chasse trouvés comme à Oleni 1, et ceux pour désosser la viande et la faire cuire. Parmi les objets sortis des fouilles, on retrouve des objets en bronze (île de Popov), avec des lances et chaudrons ; des objets en fer avec des haches, couteaux, lances ou des ancres pour la pêche ; ou en pierre. Il y avait aussi de la poterie, d'assiettes, en passant par des bols jusqu'à des amphores, comme à Korsakovka 2,,.

## Sites de peuplement
Les villages de cette culture sont situés dans les hauteurs de vallées fluviales, et les habitats sont composés de grandes maisons rectangulaires avec parfois plusieurs foyers à l'intérieur. Parmi les sites, on dénombre ceux de Samarga, Kroounovka, Krouglaïa Dolina, Moryak-Rybolov, Boulochka ou de Blagodatnoïe. Contrairement aux colonies de culture de Sinégaï, elles ne sont pas fortifiées, et un sanctuaire a aussi été trouvé dans l'okroug urbain de Dalnegorsk (Monastyrka 2), mais aucune sépulture.
Les villages dénombrés de la culture sont supérieurs à 80, en très grande majorité en plaine et dans les vallées fluviales, bien plus rarement sur le littoral. Elles étaient près des terres fertiles, en zone inondable. Plusieurs groupes peuvent être dressés ; celui du Khanka (comme Semipiatnaïa et Novoselichtche 4), étant des villages de tailles moyennes, avec des champs, pâturages et une zone d'artisanat. Le groupe de la Suifen et Tumen possédait de plus grands villages (jusqu'à 12 000 m2, comme à Kroounovka ou Korsakovskoïe II), avec des maisons d'environ 50 à 100 m2, avec là aussi une place importante accordée à l'agriculture et à l'élevage. Enfin, le groupe sud-est (par exemple Kievka, Sokolchi, île de Petrov) est soit en montagne soit en littoral, et les villages de petites tailles, concentrés sur la pêche, la chasse et la cueillette. C'est à cette époque et pendant cette culture que les rues apparaissent, alors que les villages étaient avant soit en cercle soit sans aucun plan. Généralement, les villages avaient une population comprise entre 120 et 500 habitants,,.
Dans les maisons de la culture de Krouvka apparaissent dès lors un système de chauffage, avec les premiers kangs.
Les sites de la culture sont : 
- Semipatnaïa
- Novosselychtche 4
- Dvorianka 3
- Kroounovka
- Korsakovka
- Borissovka
- Konstantinovka
- Tchemiatino
- Poutcilovka 2
- Fadeïevka 1
- Staraïa Gordeïevka 4
- Novogordeïevkaa 1
- Romanovka
- Anoutchino 1
- Nikolaïvka
- Otradnoïe 2
- Mnogoudobnoïe 1
- Izvestkovaïa Sopka
- Oleni A.
- Cherepakha 13
- Solontzovi
- Zolotaïa Dolina 2
- Boulotchka
- Sokoltchi
- Kievka
- Zvezdotchka
- Île de Petrov
- Chalamaïev Key
- Boukhta Oleniïa